# Aurora Galli
Aurora Galli, född den 13 december 1996, är en italiensk fotbollsspelare som spelar för den italienska klubben Juventus FC. Galli ingick i Italiens lag under EM i Nederländerna 2017 och VM i Frankrike 2019.